# 北川謙二
北川 謙二（きたがわ けんじ、1979年8月11日 - ）は、神奈川県出身のプロデューサー。株式会社ノース・リバー代表取締役社長、乃木坂46合同会社職務執行者、株式会社DHプロデューサー、株式会社KeyHolder取締役副社長。AKB48プロジェクトのアシスタントプロデューサーで主に映像作品のプロデュースを担当。乃木坂46およびIZ*ONEの運営にも参加している。

## 人物
- 好きな曲はAKB48の「黒い天使」とSKE48の「チョコの行方」。 自分で運転する車の中では、この2曲をずっとリピートしている[5]。
- 小嶋陽菜とのデュエット曲に「2人はデキテル。」があり、AKB紅白や番組で披露している。

## 不祥事
- 週刊文春 2015年4月9日号に「AKB運営幹部と峯岸みなみ 未成年時代の「泥酔乱行」写真」と題した記事が掲載、東日本大震災直後に開かれたAKB48運営幹部10人が参加した高橋みなみの誕生日パーティにて、当時18歳の峯岸みなみが飲酒していたと報道、北川もそのパーティにて女装姿で乱痴気騒ぎに興じる参加者の一人だと写真とともに報じられた[6][7]。
- 自身が経営する株式会社ノース・リバーが法令違反を繰り返し、複数回の行政処分を受けている[8][9][10]。

## 略歴
元々は、神社仏閣や秘境などを中心に海外各所での撮影を専門としていた。その後、独立しフリーで活動を行なっていたが結婚を機にAKB48の映像部門を担当していたケーアールケープロデュース株式会社に所属し、2011年（平成23年）6月頃まで在籍していた。
1998年
- 4月、日本工学院専門学校蒲田校放送メディア科に入学。映像コースを専攻。

2000年
- 4月、株式会社ヒート・ワンに入社。

2006年
- 1月、株式会社東通に入社。

2007年
- 5月、ケーアールケープロデュース株式会社に入社。

2008年
- 1月、「AKB48 リクエストアワーセットリストベスト100 2008」にカメラマンとして参加[1]。
- 6月、 AKB48のメジャー9thシングル「Baby! Baby! Baby!」密着メイキング映像の前田敦子担当カメラマンとしてMV撮影に参加[1]。
- 12月、 AKB48コンサート「年忘れ感謝祭 シャッフルするぜ、AKB!SKEもよろしくね」にカメラマンとして参加[1]。

2009年
- 2月、 前田敦子1st DVD「無防備」にカメラマンとして参加[12]

2011年
- 5月、株式会社ノース・リバーを設立し、代表取締役社長に就任[13]。
- 8月、「フライングゲット」以降、所属がノース・リバーに変わり「AKB48プロジェクト」のアシスタントプロデューサーに名を連ねている[14]。

2012年
- 3月、前田敦子がAKB48卒業発表直後に行われた香港でのコマーシャル撮影（日清食品『カップヌードル』「REAL 前田敦子」篇）に同行した際、秋元康からGoogle+で「北川!」と呼び捨てにされ、ファンが満足する写真を撮るように命じられる[12][1]。また、この際に写真のブレや動画のアップロードの失敗を秋元康より指摘され「ぽんこつ北川」と命名された[1]。
- 9月、NMB48の6thシングル「北川謙二」のタイトルに自身の実名が採用されることが発表された。AKB48関連グループの楽曲でAKB48関連スタッフの名前が曲名に起用されるのは初[† 1][15]。また、同楽曲のMVにも出演。
- 11月18日NMB48「北川謙二」全国握手会よみうりランド会場にてNMB48メンバーと共に北川謙二本人も握手会に参加した。また、同月24日「北川謙二」神戸ワールド記念ホール会場では北川謙二の妻も握手会に参加した。
- 12月、「AKB48 紅白対抗歌合戦」の白組6曲目「北川謙二（インドネシア語バージョン）」でJKT48と共にメンバーと同じ衣装で出場。センターポジションでダンスを披露した。

2013年
- 7月、株式会社AKSの統括部長に就任。

2016年
- 4月、株式会社AKSの運営部部長に就任。

2020年
- 4月、株式会社DHの運営部部長に就任。

2020年
- 6月、株式会社DHのプロデューサーに就任。
- 7月、株式会社KeyHolderの取締役に就任。

## 作品

### ディレクター

#### テレビ番組
- マジすか学園（2010年1月8日 - 3月26日、テレビ東京）※メイキングディレクター
- AKB48コント「びみょ〜」（2011年9月29日 - 2012年2月23日、ひかりTV）

#### DVD・Blu-ray
- 前田敦子1st DVD『無防備』（2009年2月13日、光文社）
- 前田敦子1st DVD『無防備』廉価版（2011年7月6日、キングレコード）
- 前田敦子1st Blu-ray『無防備』（2011年7月6日、キングレコード

### プロデューサー

#### MV
- AKB48
  - NEW SHIP[16]
  - 真夏のSounds good ![17]
  - 3つの涙[17]
  - ぐぐたすの空[17]
  - ちょうだい、ダーリン![17]
  - ギンガムチェック[4]
  - 夢の河[4]
  - ドレミファ音痴[4]
  - なんてボヘミアン[4]
  - Show fight![4]
  - UZA[18]
  - 次のSeason[18]
  - スクラップ&ビルド[18]
  - ギンガムチェック〜高橋栄樹監督ver.〜[18]
  - 永遠プレッシャー[19]
  - とっておきクリスマス[19]
  - 永遠より続くように[19]
  - チームB推し[19]
  - So long ![20]
  - Waiting room[20]
  - Rudy[20]
  - 夕陽マリー[20]
  - そこで犬のうんち踏んじゃうかね?[20]
- AKB48チームサプライズ
  - 重力シンパシー[21]
  - 水曜日のアリス[22]
  - そのままで[23]
  - 涙に沈む太陽[24]
  - 君のC/W[25]
  - 1994年の雷鳴[26]
  - お手上げララバイ[27]
  - 思い出す度につらくなる[28]
  - キンモクセイ[29]
  - 素敵な三角関係[30]
  - 旅立ちのとき[31]
  - AKBフェスティバル[32]
- 岩佐美咲
  - 無人駅[33]
- 指原莉乃
  - 意気地なしマスカレード[34]
- 高橋みなみ
  - Jane Doe[35]
  - 破れた羽根[35]
- 前田敦子
  - 桜の花びら〜前田敦子 solo ver.〜[19]
- NO NAME
  - 希望について（NO NAME メンバーVersion）[36]
- SKE48
  - 片想いFinally[37]
  - キスだって左利き[38]
  - チョコの奴隷[39]
- SDN48
  - 口説きながら麻布十番[40]
  - やりたがり屋さん[40]
  - 負け惜しみコングラチュレーション[41]
  - クリクリ[41]
- HKT48
  - 初恋バタフライ[19]

#### テレビ番組
- マジすか学園2（2011年4月15日 - 7月1日、テレビ東京）※メイキングプロデューサー
- さばドル（2012年1月13日 - 4月6日、テレビ東京）※メイキングプロデューサー
- マジすか学園3（2012年7月13日 - 10月5日、テレビ東京）※メイキングプロデューサー
- びみょ〜な扉 AKB48のガチチャレ（2012年6月29日 - 、ひかりTV）

#### その他
- AKB48
  - 「GIVE ME FIVE!」付属DVD[16]
    - 「GIVE ME FIVE! MAKING 前編」
    - 「GIVE ME FIVE! MAKING 後編」
    - 「美しいMIX講座」
    - 「美しいoverture&アンコール講座」

  - 「ラブラドール・レトリバー」
    - 「2人はデキテル」楽曲参加
- 前田敦子
  - 「Flower」付属DVD[42]
    - 「Flowerが咲くまで〜前田敦子の軌跡〜」
    - 「前田敦子ファッションブック『今、着てみたいお洋服』」
    - 「前田敦子スペシャルインタビュー『今、考えていること』」
    - 「Making the music video 『Flower』」

  - 「君は僕だ」付属DVD[43]
    - 「Making the music video 『君は僕だ』」
    - 「前田敦子 卒業ドキュメント・インタビュー『これからの、私』」
    - 「僕たちのご主人様〜愛犬たちと前田敦子の日常〜」

  - 前田敦子 2ndシングル「君は僕だ」劇場盤発売記念スペシャルライブDVD[44]
- 岩佐美咲「無人駅」付属DVD「無人駅 MAKING VIDEO」[33]
- 高橋みなみ「Jane Doe」付属DVD
  - 「高橋みなみの軌跡 前篇〜巨大グループをまとめる小さな総監督〜」[35]
  - 「高橋みなみの軌跡 後篇〜報われた6年8ヶ月18日の努力〜」[35]

### ラインプロデューサー
- AKB48
  - スイート&ビター[16]
  - 羊飼いの旅[16]

### 製作

#### 映画
- DOCUMENTARY of AKB48 Show must go on 少女たちは傷つきながら、夢を見る（2012年1月27日、東宝映像事業部）
- DOCUMENTARY of AKB48 No flower without rain 少女たちは涙の後に何を見る?（2013年2月1日、東宝映像事業部）
- DOCUMENTARY of AKB48 The time has come 少女たちは、今、その背中に何を想う?（2014年7月4日、東宝映像事業部）
- アイドルの涙 DOCUMENTARY of SKE48（2015年2月27日、東宝映像事業部）
- 悲しみの忘れ方 Documentary of 乃木坂46（2015年7月10日、東宝映像事業部）
- 道頓堀よ、泣かせてくれ! DOCUMENTARY of NMB48（2016年1月29日、東宝映像事業部）
- 尾崎支配人が泣いた夜 DOCUMENTARY of HKT48（2016年1月29日、東宝映像事業部）
- 存在する理由 DOCUMENTARY of AKB48 （2016年7月8日、東宝映像事業部）
- あさひなぐ（2017年9月22日、東宝映像事業部）
- あの頃、君を追いかけた（2018年10月5日、キノフィルムズ）
- いつのまにか、ここにいる Documentary of 乃木坂46（2019年7月5日、東宝映像事業部）
- 映像研には手を出すな!（2020年5月15日、東宝映像事業部）